# Veronica Stigger
Veronica Stigger (Porto Alegre, 1973) é uma escritora, jornalista, professora e crítica de arte brasileira.

## Carreira
Formou-se em Jornalismo, mas deixou as redações para dedicar-se à pesquisa universitária. É doutora em teoria e crítica da arte pela Universidade de São Paulo, com estudo sobre as relações entre arte, mito e rito na modernidade.
Desde 2001 vive em São Paulo com o poeta, ensaísta e crítico Eduardo Sterzi. O trágico e outras comédias, seu livro de estreia, foi publicado primeiramente em Portugal, em 2003, com edição brasileira lançada em abril de 2004. 
Em 2007, participou da V Festa Literária Internacional de Paraty (FLIP), ao lado de Cecília Giannetti e Fabrício Corsaletti, entre outros. Em novembro de 2010, montou a exposição Pré-histórias, 2, com cartazes afixados nos tapumes da obra do SESC 24 de Maio de São Paulo.
Depois de três livros de contos, lançou em 2013 o primeiro romance, Opisanie swiata ("Descrição do mundo", em polonês), que ganhou o Prêmio Machado de Assis de melhor romance em 2013, o Prêmio São Paulo de Literatura em 2014, na categoria Melhor estreante acima de 40 anos, e o Prêmio Açorianos de narrativa longa, também em 2014.
Como curadora de artes plásticas, organizou em 2013, no Museu de Arte Moderna de São Paulo, a exposição Maria Martins: Metamorfoses, que ganhou o Grande Prêmio da Crítica da Associação Paulista de Críticos de Arte (APCA). Em 2015, organizou com Eduardo Sterzi a exposição de fotografias do antropólogo Eduardo Viveiros de Castro Variações do corpo selvagem, em São Paulo, no SESC Ipiranga.

## Obras
- O trágico e outras comédias - Angelus Novus, 2003; 7Letras, 2004
- Gran cabaret demenzial - Cosac Naify, 2007
- Os anões - Cosac Naify, 2010
- Opisanie swiata - Cosac Naify, 2013
- Sul - Editora 34, 2016.
- Sombrio ermo turvo - Todavia, 2019
- O livro dos sonhos - Arte & Letra, 2023
- No espaço, com Lygia Pape - Relicário, 2023

## Prêmios
| Ano  | Prêmio                                         | Categoria                              | Resultado             | Obra               |
| ---- | ---------------------------------------------- | -------------------------------------- | --------------------- | ------------------ |
| 2013 | Prêmio Machado de Assis da Biblioteca Nacional | Romance                                | Vencedora             | Opisanie swiata    |
| 2014 | Prêmio São Paulo de Literatura                 | Autor(a) estreante com mais de 40 anos | Vencedora             | Opisanie swiata    |
| 2014 | Prêmio Açorianos de Literatura                 | Narrativa longa                        | Vencedora             | Opisanie swiata    |
| 2014 | 56º Prêmio Jabuti                              | Romance                                | 3º lugar              | Opisanie swiata    |
| 2017 | 59º Prêmio Jabuti                              | Contos e crônicas                      | 1º lugar              | Sul                |
| 2017 | Prêmio Açorianos de Literatura                 | Conto                                  | Entre os 3 finalistas | Sul                |
| 2020 | 62º Prêmio Jabuti                              | Contos e crônicas                      | Entre os 5 finalistas | Sombrio ermo turvo |